# فرانک د وینه
فرانک د وینه (به انگلیسی: Frank De Winne) فضانورد اهل کشور بلژیک است که در ۲۵ آوریل ۱۹۶۱ میلادی در گنت زاده شد. وی در مأموریت سایوز تی‌ام‌ای-۱، تی‌ام-۳۴، سایوز تی‌ام‌ای-۱۵، اکسپدییشن ۲۰، ۲۱ حضور داشته است.